# 流体素子
流体素子（りゅうたいそし）は、流体すなわち気体や液体などを利用して、電気回路のスイッチングと同様の作用を行うことを目的とした部品である。

## 概要
安定して流れている流体の中にわずかな流量の制御流を加えると、流れが大きく変化するという流体力学的な原理を利用する。従って、スイッチング的な動作に関与する部分に、バルブのような機械的な作動部分は存在しないことが特徴である。
例えば、Y字形の溝が彫られた流体素子では、Y字の下から流体を流すと、流れは分岐部分で分割され、Y字形の両腕の部分から出てくる。ここでY字の分岐部分に開けた小さな穴から、流れに直角な方向に微小な流量を流すと、下からの流れの大部分はY字の片腕に流れ、反対の腕には流れなくなる。微小な流量を流すのをやめれば、下からの流れは、元通りY字の両腕に流れる。
これは、微小な流れによって分岐部の片側に渦が発生し、一方の流れを阻害するためである。
原理はまったく異なるが、効果だけを見れば、微弱な電力により大きな電力をスイッチングするトランジスタと同等の作用をしている。さらに複数の組み合わせにより、ラッチ（フリップフロップ）や、NANDゲート等も作れるから、論理的にはコンピュータも実装可能である。
以上ではディジタル計算機の実現について議論したが、流体素子によるアナログ計算機も可能である。たとえば、1949年に当時ロンドン・スクール・オブ・エコノミクスの学生だったアルバン・ウィリアム・フィリップスによってパイプを通る水の流れで経済を巡る貨幣の流れを模擬するアナログ計算機であるMONIACを開発した。
1960年代のアポロ計画においては、放射線が飛び交う過酷な宇宙環境でも影響を受けない制御回路として検討された。ロケットエンジンの噴射ガスを直接利用した姿勢制御といった応用が考えられていた。
近年、MEMSにより、集積化が可能となったことから、マイクロマシンへの応用、化学反応の制御といった可能性が期待されている。

## 流体素子の特長
長所
1. 機械的な作動部分がないため、信頼性が高い。
2. 放射線、超低温といった極限環境でも安定した作動が可能。

短所
1. 流体素子を駆動するための動力源が別に必要なため、電子回路（電池を利用できる）のように軽便に扱うことができない。
2. スタンバイ状態でも流体を流しておかなければならないため、電気に比べてエネルギー消費が大きい。
3. 計算（反応）速度に限界があり、流体に気体を使用する場合では音速程度、液体ではさらにひと桁低くなる。
4. 小型化に限界がある。近年では、微細加工技術の進歩によって小型化の壁は突破されつつあるが、それでも大規模な集積は困難と考えられている。シリコンやガラスの基板上に流路を形成した微小流体素子の研究が進められ、化学反応やバイオリアクターで酵素による反応を厳密に制御する研究が進められつつある。
5. 流体の流れの変化をそのまま使う場合は問題ないが、センサーのようなスイッチング素子として使う場合、電気系への変換器が必要になる。

## 応用例

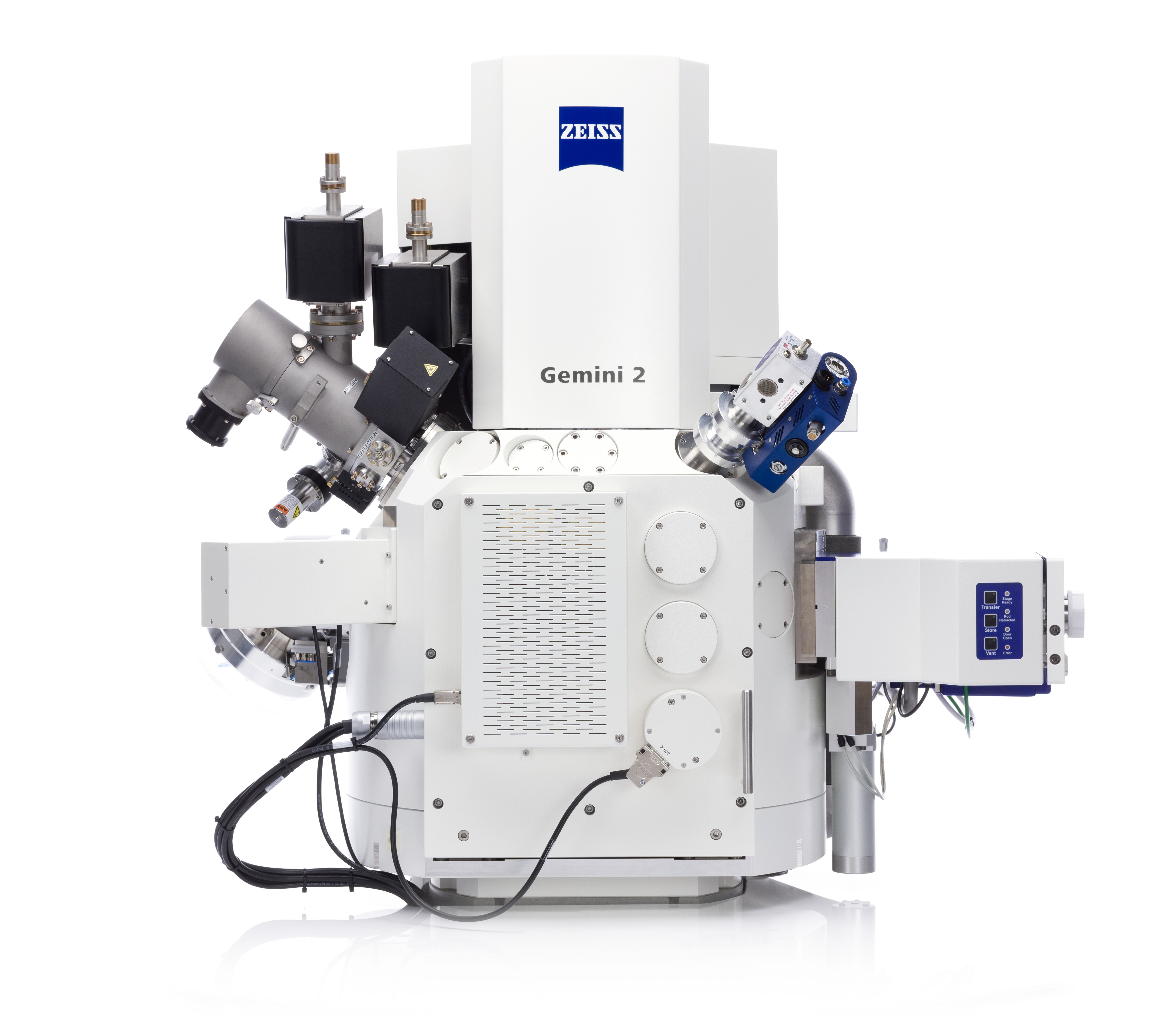
Carl Zeiss Crossbeam 550

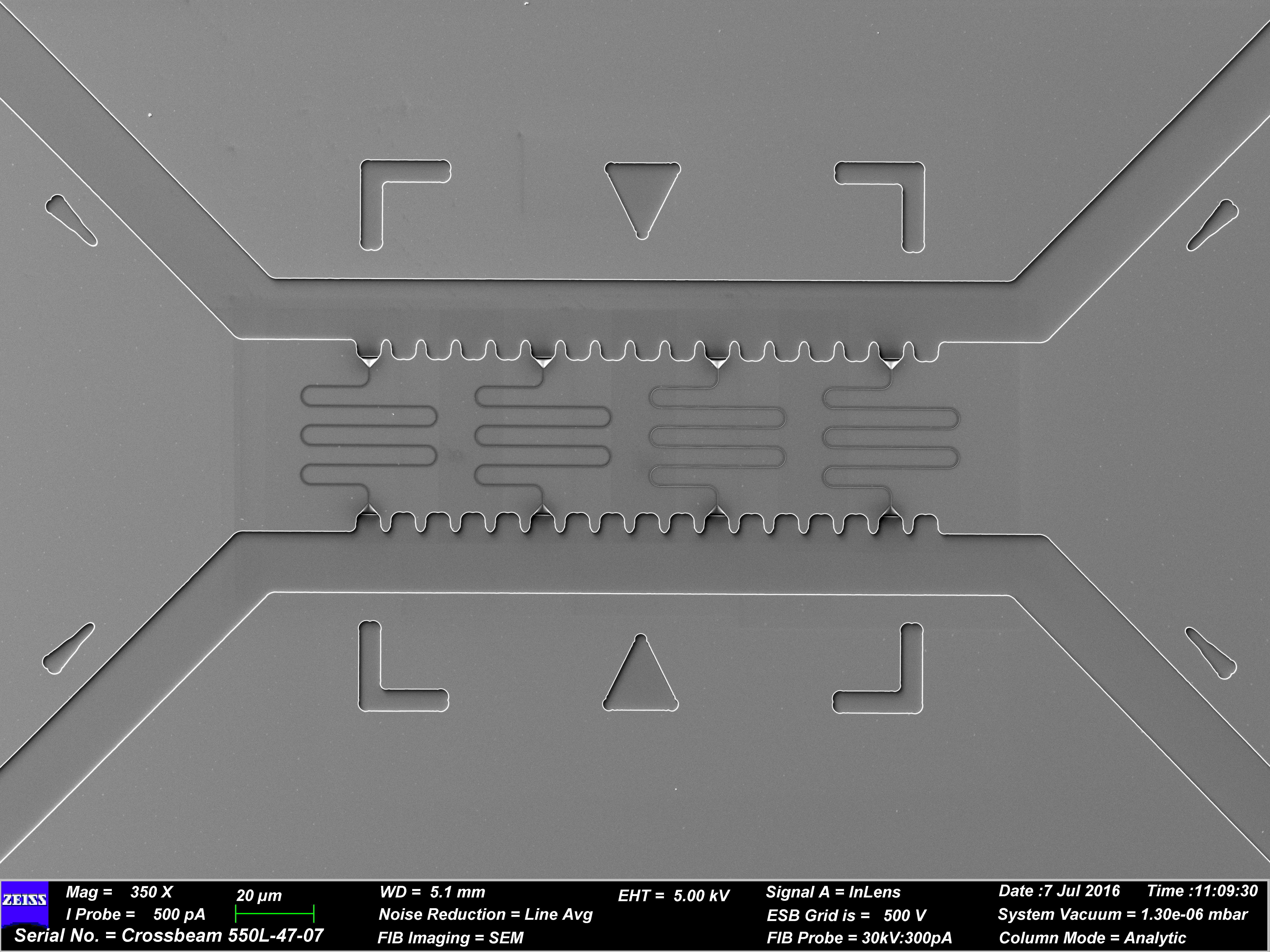

日本では早稲田大学の土屋喜一と鉄道技術研究所との共同研究によって開発された豪雪地帯を走る上越新幹線の融雪用スプリンクラーなどに使われた例がある。このスプリンクラーは、一般家庭に見られるような水の反動で自らが回転するタイプではなく、流体素子によって散布されるもので、可動部が無く凍結による作動不良の心配がない。
このほか、ガスタービンエンジンの燃焼器の燃料噴射機や、エアシャワーのノズル等に使用されている。一時、自動車のウインドウウォッシャーにも用いられたが、現在では廃れている。
油圧及び気圧システムでも採用されており、いくつかの自動車の自動変速機に搭載されている。デジタル回路は産業用の制御に使用されている。
航空機のジェットエンジンや船舶の推力偏向ノズルへの研究が進められている。というよりは「航空力学でさかんに研究されている、圧縮流体の力学の顕著な特性の一つである境界層制御の応用のひとつが流体素子である」と言ったほうが正しい。境界層制御は、日本のSTOL実験機「飛鳥」のUSB方式の主エンジン出力流をはじめ、航空力学に多数の実用例がある。推力偏向ノズルの試験ではジェットエンジンの排気が15度まで偏向された。このノズルは重量とコストを最大50%削減でき、慣性を減らし(素早く強力な応答性)、複雑性(機械的に単純、表面に可動部がない)、レーダー反射断面積が減りステルス機に適している。この成果は多くの無人機や第6世代ジェット戦闘機に適用される見通しである。
XLR81ロケットエンジンの推力と混合比の調整に使用された。
M-3C、M-3Hまでの2段目、M-3S、M-3SIIまでのミューロケットの1段目と2段目の二次流体噴射による推力偏向にも使用された。
1980年代初頭にカールスルーエ核開発研究所(Institut für Kernverfahrenstechnik IKVT)のErwin Willy BeckerとWolfgang Ehrfeldのチームによってウラン濃縮のための圧力勾配で噴出するガスの遠心力を用いる同位体分離ノズルとしてLIGAプロセスを用いて開発された。
2013年5月にパナソニックから発売された扇風機「スリムファン」は流体素子技術が応用されている。

## その他
- マイクロ流体力学
- 微小流体素子
- 酒船石 - 古代の流体素子であるという説がある[18]。
- Micro-TAS
- Lab-on-a-chip
- MONIAC (Monetary National Income Analogue Computer) - アルバン・ウィリアム・フィリップスが開発した初期のアナログ計算機

## 文献
- 尾崎 省太郎、原 美明「純流体素子入門」、日刊工業新聞社、1967年、ASIN B000JA7Y6Y。
- Forbes T. Brown (1967年). Advances in Fluidics. The American Society of Mechanical Engineers. ASIN B000I3ZC7K
- Jagdish Lal (1975年). Hydraulic Machines. Metropolitan Book Company. ISBN 9788120000261
- Arthur Conway, ed (1971年). A Guide to Fluidics. American Elsevier Ltd.. ISBN 9780444196019
- Keith Foster; Graham A. Parker (1970年). Fluidics: Components and Circuits Foster. Kenneth John Wiley & Sons. ISBN 9780471267706
- 尾崎, 省太郎「わが国における Fluidics の応用現状」『計測と制御』第6巻第12号、計測自動制御学会、1967年12月、913-926頁。
- 「制御をつかさどる流体素子」『日立』1968年3月、13頁。
- 「流体素子」『電子展望』、誠文堂新光社、1968年7月、111-119頁。
- O.Lew wood (1964年6月). Pure Fluid Device. 154-180
- E.F.Tarumoto; D.H.Humphrey (1965年). Fluidics. Fluid Amplifier Associates, Inc. ASIN B000HBV114
- RE.Bowles; EM.Dexter (1965年10月). A second Generation of Fluid System Application. Fluid Amplification Symposium. pp. 213.
- James B. Angell; Stephen C. Terry; Phillip W. Barth (April 1983). “Silicon Micromechanical Devices”. サイエンティフィック・アメリカン 248 (4):  44 - 55.
- アメリカ合衆国特許第 3,417,770号
- アメリカ合衆国特許第 3,495,253号
- アメリカ合衆国特許第 3,503,410号
- アメリカ合衆国特許第 3,612,085号
- アメリカ合衆国特許第 4,854,176号

## 関連
- オイラー方程式 (流体力学)
- トリチェリの定理
- サイフォン
- キャブレター
- 水理学
- ベンチュリ効果
- オリフィス板
- ブンゼンバーナー
- en:Choked flow
- ピトー管
- インジェクタ
- アスピレーター
- ベルヌーイの定理
- Lab on a chip